# Bozel
 Bozel  (en arpitano Bozé) es una comuna y población de Francia, en la región de Ródano-Alpes, departamento de Saboya, en el distrito de Albertville. Es el chef-lieu del cantón de su nombre.
No está integrada en ninguna Communauté de communes u organismo similar.

## Demografía
| 1 247 | 1 064 | 1 186 | 1 270 | abs. | 1 472 | 1 468 | abs. | 1 330 | 1 422 | 1 267 | 1 231 | 1 250 | 1 316 | 1 201 | 1 166 | 1 124 | 1 172 | 1 186 | 1 246 | 1 248 | 1 389 | 1 183 | 1 223 | 1 271 | 1 439 | 1 431 | 1 380 | 1 344 | 1 504 | 1 690 | 1854 | 1 992 |
| Para los censos de 1962 a 1999 la población legal corresponde a la población sin duplicidades (Fuente: INSEE [Consultar]) |       |       |       |      |       |       |      |       |       |       |       |       |       |       |       |       |       |       |       |       |       |       |       |       |       |       |       |       |       |       |      |       |